# Ignaz Holzbauer
Pour les articles homonymes, voir Holzbauer.
Ignaz Jacob Holzbauer, né à Vienne le 17 septembre 1711 et mort à Mannheim le 7 avril 1783, est un compositeur autrichien, membre de l'école préclassique de Vienne, puis de l'école de Mannheim.

## Biographie
Au début de sa carrière, Holzbauer est employé brièvement à Ljubljana auprès du Comte de Thurn et de Valsassina. Après un séjour à Venise, le comte Franz Anton Rottal le nomme maître de chapelle à Holešov (Moravie), la ville natale de François-Xavier Richter (son futur collègue à Mannheim). Son premier opéra, Lucio Papirio dittatore, y est joué en 1737. Le 30 avril 1737, il épouse la chanteuse d’opéra Rosalie Andreides, originaire d’Olomouc.
Selon sa propre autobiographie, il se rend à Vienne en 1738 avec sa femme, puis en Italie pendant trois ans, où il visite, entre autres, Milan et Venise. Entre 1746 et 1750, il travaille au Burgtheater à Vienne, où il compose de la musique de ballet, avant d'être nommé maître d'orchestre à la cour du duc de Wurtemberg à Stuttgart en 1751.
Il est ensuite nommé maître de chapelle chargé du théâtre à la cour de l'électeur Charles-Théodore à Mannheim en 1753. La même année, son opéra Il figlio delle selve est joué à l'occasion de l'inauguration de l'Opéra du château de Schwetzingen. Son opéra Günther von Schwarzburg (1777) est l'un des premiers opéras chanté en allemand. Mozart en a loué la musique après avoir assisté à l'une de ses représentations à Mannheim, en 1777. Au-delà de ses incursions lyriques, Holzbauer compose 196 symphonies pendant toute sa carrière, ce qui en fait l'un des compositeurs les plus prolifiques de l'école de Mannheim. Il compose et enseigne à Mannheim jusqu'à la fin de sa vie, ayant notamment pour étudiant Johann Anton Friedrich Fleischmann (1766–1798) et Carl Stamitz.

## Opéras

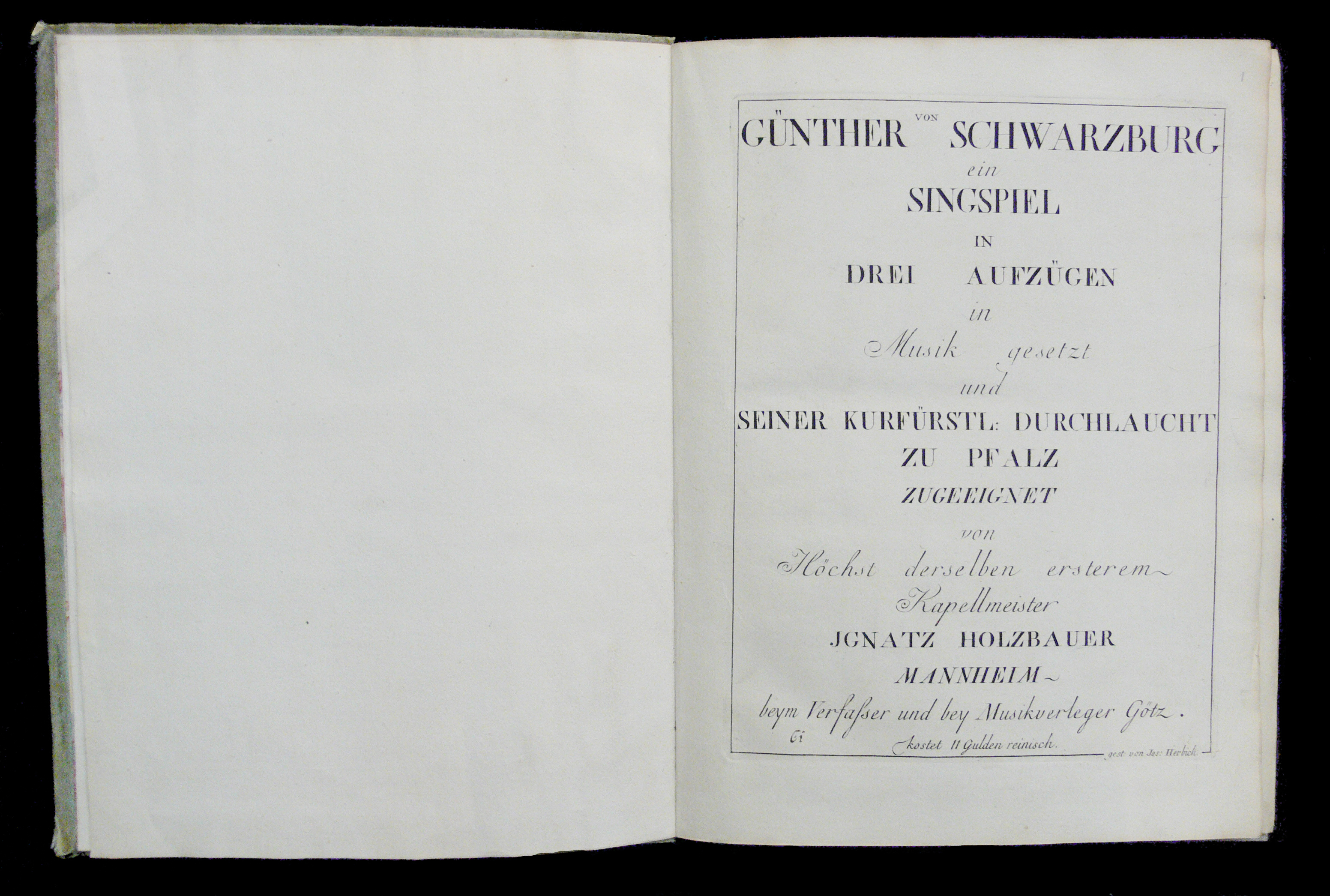
Première page de la partition de Günther von Schwarzburg, édition originale payée par Holzbauer lui-même, Mannheim, November 1777

- Lucio Papirio (dramma per musica,  livret de Apostolo Zeno, 1737, Holleschau)
- Sesostri, re d'Egitto (dramma per musica, livret de  Zeno, 1738, Holleschau)
- Vologeso (dramma per musica, livret de Zeno, 1739, Holleschau)
- La fata meravigliosa (dramma giocoso per musica, 1748, Vienna)
- Il figlio delle selve (favola pastorale per musica, livret de Carlo Sigismondo Capece, 1753, Schwetzingen)
- L'isola disabitata (azione per musica, livret de Pietro Metastasio, 1754, Schwetzingen)
- L'Isspile (dramma per musica, livret de  Metastasio, 1754, Mannheim)
- Il Don Chisciotte (opera semiridicola, livret de  Zeno, 1755, Schwetzingen)
- I cinesi (componimento drammatico per musica, livret de  Metastasio and Mattia Verazi, 1756, Schwetzingen)
- Le nozze d'Arianna (festa teatrale per musica, livret de  Verazi, 1756, Schwetzingen)
- La clemenza di Tito (dramma per musica, livret de Metastasio and Verazi, 1757, Mannheim)
- Nitteti (dramma per musica, livret de Metastasio, 1758, Mannheim)
- Alessandro nell'Indie (dramma per musica, livret de Metastasio, 1759, Milan)
- Ippolito ed Aricia (dramma per musica, livret de Carlo Innocenzo Frugoni and Verazi, 1759, Mannheim)
- Günther von Schwarzburg (singspiel, livret de Anton Klein, 1777, Mannheim). C'est l'opéra le plus important car il s'écarte de la convention italienne et adopte des récitatifs accompagnés[1]. Cet opéra contribue à la renaissance du singspiel. Mozart qui l'entendit en 1777 fit un vif éloge :

« Ce qui m'étonne le plus, c'est qu'un homme aussi âgé que Holzbauer ait encore autant d'esprit; car c'est incroyable ce qu'il y a de feu dans sa musique ».
- La morte di Didone (revised as Tod der Dido) (singspiel, basé sur un livret de Metastasio, 1779, Mannheim)
- Tancredi (dramma per musica, 1783, Monaco)

## Autres œuvres
- 4 oratorios, dontIgnaz Holzbauer, silhouette

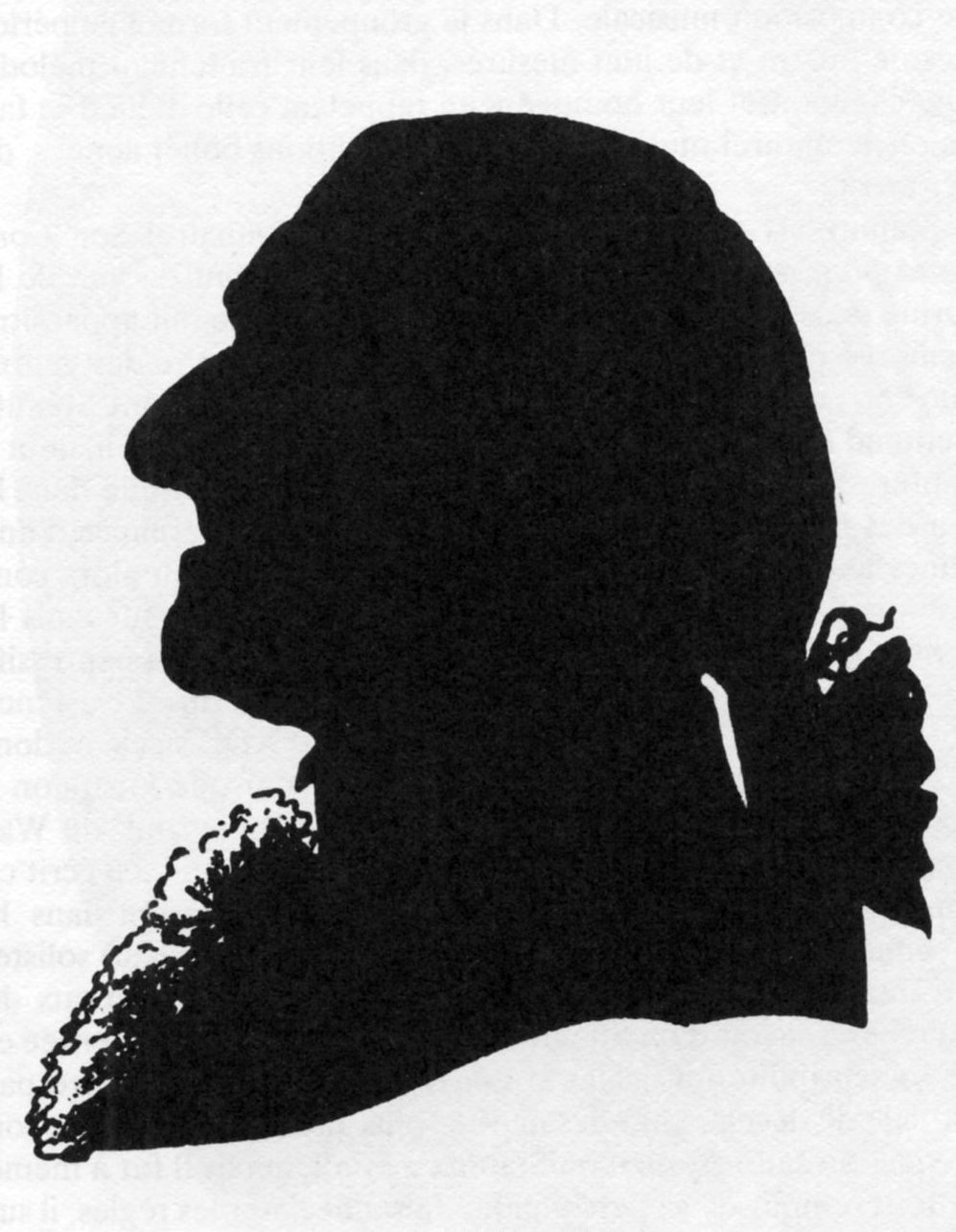
Ignaz Holzbauer, silhouette

  - La passione di Gesù Cristo (Mannheim, 12 avril 1754)
- 21 messes
- 37 motets
- 205 œuvres pour orchestre (symphonies, concertos, divertimentos dont environ 130 retrouvées)
- Quatuors et quintette à cordes

## Enregistrements
- Symphonies par L'Orfeo Barockorchester dir. Michi Gaigg
- Günther von Schwarzburg par La Stagione Frankfurt
- Flute Concertos par La Stagione Frankfurt
- Mannheim: The Golden Age, par le Concerto Köln, dir. Werner Ehrhardt, Teldec 3984-28366-2, 1999